# 孔布尔蒂耶
孔布尔蒂耶（法語：Combourtillé，法語發音：[kɔ̃buʁtije]）是法国伊勒-维莱讷省的一个市镇，位于该省东部偏北，属于富热尔-维特雷区。

## 地理
孔布尔蒂耶（48°16'19"N, 1°14'44"W）面积9.25 平方千米，位于法国布列塔尼大區伊勒-维莱讷省，该省份为法国西北部沿海省份，位于布列塔尼半岛东部，北濒大西洋，西接阿摩尔滨海省和莫尔比昂省，南至大西洋卢瓦尔省，西南端接曼恩-卢瓦尔省，东临马耶讷省，东北与芒什省接壤。
与孔布尔蒂耶接壤的市镇（或旧市镇、城区）包括：比耶、默塞、蒙特勒伊德朗德、里沃迪库埃农。

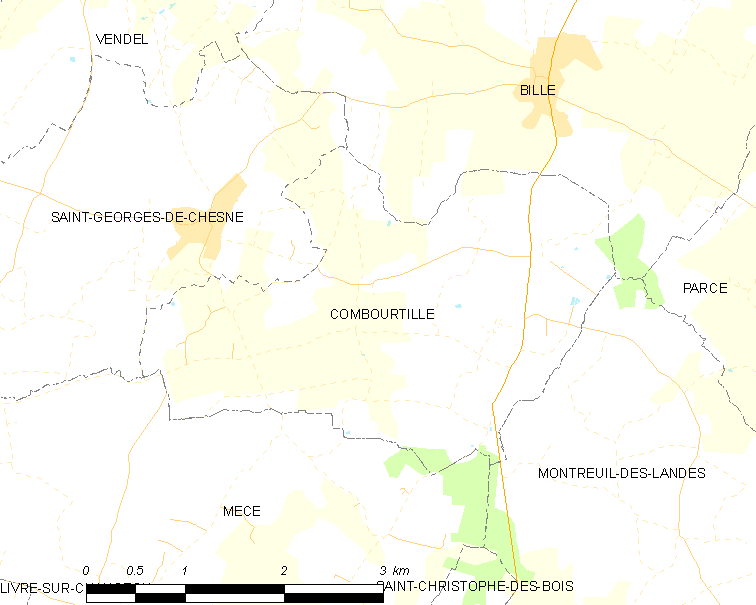
孔布尔蒂耶的OSM定位图

孔布尔蒂耶的时区为UTC+01:00、UTC+02:00（夏令时）。

## 行政
孔布尔蒂耶的邮政编码为35210，INSEE市镇编码为35086。

## 政治
孔布尔蒂耶所属的省级选区为富热尔第一县。

## 人口

1962-2008年间孔布尔蒂耶人口变化图示

孔布尔蒂耶于2022年1月1日时的人口数量为608人。